# 芦屋本線料金所
芦屋本線料金所（あしやほんせんりょうきんじょ）は、兵庫県芦屋市にある阪神高速道路3号神戸線の本線料金所。神戸・第二神明・姫路方面のみに設置されている。
交通量の多い区間であるため、繁忙期にはここを先頭に長い渋滞が発生することも稀にある。
日本の全車ETC義務化による統一が達成されれば、このような事は解消される。
右側3ブースは右車線用としているが、左車線用ブースのETCレーンが左に寄っている。そのため、当たり前のように車線無視して右側に入ってくる車が多く、注意が必要である。

## 道路
- 阪神高速3号神戸線

## 料金所

### 神戸・姫路方面
- ブース数：7
  - ETC専用：4（時間帯や混雑によってはETC/一般となる場合がある）
  - 一般：3

## 備考
本料金所の南側の地上には、阪神・淡路大震災の阪神高速道路上での犠牲者16人の慰霊碑が阪神高速道路公団（当時）によって設置されている。普段は施錠されているため慰霊碑本体に近づくことはできず、門扉付近に碑文が書かれた説明板が設置されている。

## 隣
阪神高速3号神戸線
(3-11)芦屋出入口 - 芦屋TB - (3-12)深江出入口